# PAN (datanet)
 For alternative betydninger, se Pan (flertydig). (Se også artikler, som begynder med Pan)
Et PAN (Personal Area Network) er et computer netværk der bruges til kommunikation mellem personlige computerenheder (herunder mobiltelefoner, PDAer, digital kameraer etc).
Rækkevidden for et PAN er typisk et par meter og kan bruges enten som kommunikation mellem enhederne selv eller som opkobling til et større netværk (LAN) og internettet.
Et PAN kan består af ledninger f.eks. USB eller Firewire. Der kan også laves et trådløst PAN (Wireless PAN: WPAN) med netværksteknologier som IrDA, Bluetooth low energy eller WUSB.